# Pillars of Eternity
Pillars of Eternity je RPG počítačová hra odehrávající se ve fiktivním světě Eora. Hra byla vyvinuta v Obsidian Entertainment, vydavetelem je pak Paradox Interactive.

## Hratelnost
Hra je založená na RPG systému vyvinutém přímo v rámci Obsidian Entertainment pro Pillars of Eternity. Ve svém základě je systém velmi podobný systému Dungeons and Dragons. Nejdůležitější aspekty hratelnosti Pillars of Eternity by se daly rozdělit na rozvoj a postupné zlepšování postav, dialogy mezi postavami, průzkum prezentovaného světa a souboje. Hra se zaměřuje na ovládání skupiny postav, z nichž jednu si hráč vytvoří před začátkem hry a ostatní může buď najít ve světě, nebo si je vytvořit v tavernách.

### Rozvoj postav
Systém rozvoje postav je založený na tradičním povyšování postav skrze zvyšující se úroveň a následné přidávání nových schopností a zlepšování jejich dovedností. Úrovně se zvyšují skrze zkušenostní body, kterými hra hráče odměňuje za plnění úkolů ve světě, překonávání překážek jako odstraňování pastí či odemykání dveří a za vyplňování tzv. „Bestiary,“ který ve hře slouží jako seznam poražených protivníků a jejich statistik. Netradičně hra neodmění hráče zkušenostmi za zabíjení nepřátel, čímž se Obsidian Entertainment snaží hráči poskytnout možnost mírumilovného přístupu.
Samozřejmé jsou inventáře jednotlivých postav a široké možnosti, jak tyto postavy vybavit předměty, zbraněmi či oblečením, které poskytují postavám různé bonusy.

### Dialogy
Dialogy jsou ve hře využity pro posouvání příběhu, zadávání hlavních i vedlejších úkolů, ale i pro představení a postupné prohlubování světa Eory. Hra používá i dialogy mezi jednotlivými členy družiny pro prohloubení jejich charakteristik a povah. Dále je ve hře možné najít NPC postavy se zlatými jmény, vytvořené přispěvateli Kickstarter kampaně. Vytvoření takového NPC byla odměna za příspěvek o výši 1000 dolarů. Tyto postavy poté hráči prezentují malý, neinteraktivní příběh.
Dialogy jsou ovlivněny statistikami hlavní postavy, které se odemykají nové dialogové možnosti a nové cesty, jakými se dají řešit s NPC postavami problémy. Dále jsou dialogy ovlivněny systémem reputace, kdy hráčova postava může apelovat na svou reputaci ve světě či s jednotlivými skupinami v něm pro ovlivnění NPC.

### Průzkum
Hra je rozdělena do velké herní mapy, rozkouskované do jednotlivých lokací. Mezi lokacemi je možné cestovat jen za použitím této mapy a cestování jako takové je reprezentováno okamžitým ztracením určitého množství herního času závislého na vzdálenosti lokace, do níž skupina cestuje.
Většinu času poté hráč stráví tím, že se svou skupinou prochází a prozkoumává tyto lokace. Hra prezentuje pečlivě vytvořený svět, v němž je velká část jeho historie a nynější kultury předvedena přímo v těchto lokacích, mluvíme o tzv. environmental storytelling. Mimo to je také ve světě možné nalézt předměty, které hráči předají další informace o světě v textové podobě.

## Svět
Herní svět je z velké části založen na Tolkienovské fantasy, obsahující variace na rasy lidí, elfů, trpaslíků atp. Hlavní odlišnosti jsou v relativní přízemnosti tohoto světa a ve velkém zaměření na duše, které jsou v tomto světě téměř hmatatelné. Duše se po smrti nositele vrací do tzv. Great Wheel, z něhož se poté znovu reinkarnují v nově narozeném tvorovi. Obyvatelé světa Eora věnovali velké množství vědeckého úsilí aby pochopili, jak tento systém funguje, a svět je na pokraji obdoby průmyslové revoluce, kdy je energie skrytá v duších používána jako zdroj pro napájení strojů či inteligentních konstruktů. Duše jsou dále používány jako nástroj pro sledování či manipulaci tvorů.
Ačkoli jsou ve světě Eory stejní bohové vyznávání napříč kulturami, během hlavní příběhové linie dojde k odhalení, že tito bohové jsou pouhé stroje, vykonstruované za účelem sjednocení lidu Eory, napájené obětovanými dušemi prastaré civilizace.

## Vývoj
Pillars of Eternity bylo vyvinuto Obsidian Entertainment and publikováno Paradox Interactive. Hra využívá modifikovanou verzi herního enginu Unity upraveného specificky pro Pillars of Eternity. Vývoj hry byl řízen Joshem Sawyerem. Příběh byl napsán Ericem Fenstermakerem, který předtím pracoval na Fallout: New Vegas a George Zietsem. Na vývoji se také podíleli Adam Brennecke, Chris Avellone and Tim Cain. Zvuky měl na starosti Justin Bell, který je i autorem hudebních podkladů. Bell uvedl, že se nechal při skládání inspirovat hudbou Baldur's Gate a Icewind Dale.

### Kickstarter
Hra byla původně oznámena pod názvem „Project Eternity“ na webové stránce Kickstarter, kde se Obsidian Entertainment zároveň pokoušel získat finance na vývoj tohoto projektu. Kickstarterová kampaň začala s úvodním cílem získat na vývoj 1.100.000 dolarů a Obsidian Entertainment sliboval RPG navazující na dědictví her jako je Baldur's Gate, Icewind Dale či Planescape: Torment. Jejich kampaň se setkala s extrémně pozitivním ohlasem jak médií tak fanoušků postarších her založených na Infinity Engine a 17. října 2012 byla ukončena s finální nasbíranou sumou 3.986.929 dolarů od 73.986 přispěvatelů. Vzhledem k poměru původní požadované částky a finálně vybrané částky bylo do hry přidáno množství obsahu nad rámec původního plánu. 11. prosince 2013 Obsidian Entertainment oznámil přejmenování „Project Eternity“ na „Pillars of Eternity.“

## Vydání
Hra vyšla 26. března 2015 a sklidila vlnu pozitivního ohlasu od kritiků i svých hráčů. Vydání se neobešlo bez pro Obsidian Entertainment tradičního období extrémní chybovosti, zacházející tak daleko, že ji někteří hráči nemohli ani dohrát[zdroj?]. Vyšlo několik různých vydání hry včetně edice Champion Edition, která obsahuje kompletní almanach kamapaně, mapu Eory, soundtrack, pozadí na plochu, vyzvánění pro mobilní telefon a edice Royal Edition, která zahrnuje vše z Champion Edition plus strategický návod, skicy a novelu napsanou Chrisem Avellonem.

### Rozšíření
Dvoudílné rozšíření Pillars of Eternity: The White March Obsidian Entertainment oznámil na výstavě Electronic Entertainment Expo 2015. Část první byla vydána 25. srpna 2015, a Část druhá byla vydána 16. února 2016. Jednalo se rozšíření herního obsahu, zvýšení limitu pro získané zkušenosti, byli přidání noví členové party a nové vlastnosti pro charaktery. Část 1 a 2 získali na Metacritic skóre 76% a 79% označující "obecně příznivé recenze".

## Pokračování
Pokračování Pillars of Eternity bylo potvrzen Obsidian Entertainment v květnu 2016 spolu s plánem financovat hru pomocí crowdfundingu. Kampaň byla spuštěna na platformě Fig 26. ledna 2017, oficiálně pojmenovaná Pillars of Eternity II: Deadfire. Stránka kampaně udává jako datum vydání hry první kvartál 2018. Kampaň získala celkem 4 407 598 dolarů, což činí 400% původního cíle kampaně.